# Bashir Shihab II
Bashir Shihab II (in arabo بشير الثاني الشهابي‎?, Bashīr al-thānī Shihāb; Ghazir, 1767 – Istanbul, 1850) è stato un Emiro druso cristiano del Monte Libano.

## Gioventù
Nato a Ghazīr, nell'attuale Eyalet di Sidone, Bashīr era per lato materno imparentato con la dinastia emirale drusa dei Ma'an ma per lato paterno era musulmano sunnita. Per convinzione o convenienza politica abbracciò tuttavia appena divenne adulto la religione cristiana, venendo battezzato dai frati Cappuccini della sua città natale. avendo cercato e ottenuto dai maroniti del Monte Libano sostegno alla sua politica di resistenza alle forze francesi, giunte in Egitto e nell'area palestinese con il generale Napoleone Bonaparte. 
Fin da piccolo, alla morte del padre Amīr Qāsim e per scansare le ostilità del fratello maggiore Ḥasan, si recò a Deyr el-Qamar (allora capitale del Monte Libano, su cui dal 1748, fino al 1790, regnava l'Emiro Yūsuf Shihāb) per esservi istruito. 

Qui entrò presto in strette relazioni d'amicizia e alleanza con lo sceicco druso Qāsim Jumblāṭ e, quando l'Emiro Yūsuf Shihāb riconobbe, nel corso di una riunione di notabili svoltasi nel 1788, di non essere in grado di indurre il Pascià ottomano di Sidone, Gezzār Pascià, ad alleviare le dure imposizioni che gravavano sul Monte Libano, lo sceicco druso propose Bashīr come successore di Yūsuf Shihāb, che abdicò e accettò tale proposta.

Bashīr si recò quindi immediatamente ad ʿAkkā e ricevette da Gezzār la conferma della nomina a Governatore del Monte Libano.

## Governatore del Monte Libano
Il suo debito di riconoscenza verso Qāsim Jumblāṭ fu pagato quando egli consentì ai Jumblāṭ di liberarsi di altre famiglie druse concorrenti per la supremazia nella comunità religiosa e politica libanese. Non passò troppo tempo prima che però anche i Jumblāṭ fossero colpiti da pesanti tassazioni e che infine fossero sgominati in una battaglia campale nel 1822 dall'esercito levato da Bashīr, che lo aveva reso uno degli strumenti essenziali per il suo dominio, in grado di confrontarsi con altre compagini armate dell'area.
Il suo significativo sostegno alle comunità cristiane del Monte Libano gli valse il sostegno francese e quello papalino, tanto che nel 1817 papa Pio VII lo ringraziò per la sua politica di concreta tolleranza: cosa reiterata un ventennio dopo da papa Gregorio XVI.

Nei confronti dei Drusi - malgrado fosse egli stesso druso - agì invece in modo da creare divisioni all'interno comunità.
Il fatto forse più rilevante fu però l'alleanza da lui contratta con Mehmet Ali, ormai signore d'Egitto (di cui era stato inizialmente il Wali inviato dalla Sublime porta).
Nel 1822 infatti, il Wali ottomano di Damasco entra in guerra contro Acri, il cui governante era alleato al Pascià d'Egitto Mehmet Ali. Bashīr II prende le parti di quest'ultimo ma il conflitto coinvolge un po' tutta l'area libanese, visto che contro l'Emiro cristiano si schierano i Jumblāṭ drusi. Nel 1825, Bashīr II vince i rivali e Qāsim muore nella battaglia di al-Simqaniyya. Fino al 1832 l'Emiro governa quindi sotto la nominale sovranità del più potente Mehmet Ali ma nel corso degli anni successivi cresce la situazione di sostanziale micro-feudalesimo e di esacerbato settarismo, col sostanziale isolamento druso e la decisa ascesa politica ed economica dei maroniti.
Nel 1840, le principali potenze europee (Gran Bretagna, Austria, Prussia e Russia), contrarie fortemente alla politica francese filo-egiziana intervengono in favore dell'Impero ottomano. Il Trattato di Londra del 15 luglio 1840 mette fine al conflitto turco-egiziano e Mehmet Ali deve ritirarsi dalla Siria. Bashīr viene catturato, inviato in esilio a Malta e poi a Istanbul, dove muore nel 1850.
La residenza di Beiteddine fu da lui fatta edificare ai primi del XIX secolo e nel suo giardino si erge la sua tomba.